# Sydlig hvidskæving
Sydlig hvidskæving (Lagenorhynchus australis) er en mindre delfin, der lever langs kysten af det sydlige Sydamerika og Falklandsøerne.

## Udseende
Sydlig hvidskæving er omkring 2,1 meter lang og vejer omkring 115 kg som voksen. Farven er hvid på undersiden og sort på ryggen, med en udløber af det sorte ned på undersiden af halen, hvorved der fremkommer et hvidt felt på siden af halen. Hovedet er også mørkt. Mest karakteristisk er en hvid plet bag ved ved roden af lufferne (i "armhulen").
Rygfinnen er høj og smal for en delfin af denne størrelse. Snuden er afrundet og med et kun meget lille næb.
Sydlig hvidskæving kan især på afstand forveksles med den nærtbeslægtede art mørk hvidskæving, der findes i samme område. Mørk hvidskæving mangler dog den skarpt afsatte hvide plet i "armhulen" som er karakteristisk for sydlig hvidskæving.

## Udbredelse og bestandsstørrelse
Sydlig hvidskæving findes kun i kystnære farvande omkring det sydlige Sydamerika ned til og med Drakestrædet. På stillehavssiden ses den så langt mod nord som Valdivia, Chile, 38° S. På atlanterhavssiden ses den til omkring 44° S – nær Golfo San Jorge, Argentina. Sydlig hvidskæving findes også omkring Falklandsøerne. Delfinerne ses ofte i tidevandskanaler og andre områder med kraftig strøm, men kan også findes tæt på land i bugter og vige.
Sydlig hvidskæving ses oftest i små grupper, fra 5 op til 20 individer. I enkelte tilfælde er større grupper, op til 100 delfiner, set om sommeren eller efteråret.
Der findes ingen skøn over bestanden, men den er lokalt almindelig og ses ofte.

## Påvirkninger fra mennesket
Sydlig hvidskæving er sårbar overfor påvirkning fra menneskelige aktiviteter på grund af dens kystnære tilsyneladende ret stedfaste levevis. I 1970'erne og 1980'erne blev tusindvis af individer dræbt af Chilenske fiskere, der brugte kødet som madding i krabbetejner. Denne fangst er stadig lovlig, men er aftaget i omfang.
Fra Argentina er der rapporter om bifangst af sydlig hvidskæving i nedgarn, men omfanget er ukendt.

## Systematik
Sydlig hvidskæving er placeret i slægten Lagenorhynchus, men nylige molekylærgenetiske data tyder på at den er nærmere beslægtet med delfiner i slægten Cephalorhynchus. Dette vil formentlig betyde at arten på et tidspunkt flyttes fra Lagenorhynchus enten til Cephalorhynchus eller grupperes sammen med stillehavshvidskæving, mørk hvidskæving og korshvidskæving i en ny slægt, Sagmatias..